# Pitogo (Zamboanga del Sur)
Pitogo is een gemeente in de Filipijnse provincie Zamboanga del Sur op het eiland Mindanao. Bij de laatste census in 2007 had de gemeente ruim 25 duizend inwoners.

## Geografie

### Bestuurlijke indeling
Pitogo is onderverdeeld in de volgende 15 barangays:
| - Balabawan - Balong-balong - Colojo - Liasan - Liguac - Limbayan - Lower Paniki-an - Matin-ao | - Panubigan - Poblacion - Punta Flecha - San Isidro - Sugbay Dos - Tongao - Upper Paniki-an |

## Demografie
Pitogo had bij de census van 2007 een inwoneraantal van 25.231 mensen. Dit zijn 4.167 mensen (19,8%) meer dan bij de vorige census van 2000. De gemiddelde jaarlijkse groei komt daarmee uit op 2,52%, hetgeen hoger is dan het landelijk jaarlijks gemiddelde over deze periode (2,04%). Vergeleken met de census van 1995 is het aantal mensen met 5.361 (27,0%) toegenomen.

De bevolkingsdichtheid van Pitogo was ten tijde van de laatste census, met 25.231 inwoners op 95,94 km², 263 mensen per km².